# Robert Morse
Pour les articles homonymes, voir Morse.
Robert Alan Morse est un acteur américain né le 18 mai 1931 à Newton dans le Massachusetts et mort le 20 avril 2022 à Los Angeles (Californie).

## Filmographie
- 1954 : The Secret Storm (série télévisée) : Jerry Ames n° 1 (1954) (casting original)
- 1956 : The Proud and Profane : Casualty
- 1958 : La Meneuse de jeu (The Matchmaker) : Barnaby Tucker
- 1959 : Thieves' Carnival (TV) : Gustave
- 1963 : Le Cardinal (The Cardinal) : Bobby and His Adora-Belles
- 1964 : Honeymoon Hotel : Jay (Mason) Menlow
- 1964 : Quick Before It Melts : Oliver Cromwell Cannon
- 1965 : Le Cher Disparu (The Loved One) : Dennis Barlow
- 1967 : Oh Dad, Poor Dad, Mama's Hung You in the Closet and I'm Feeling So Sad : Jonathan
- 1967 : Comment réussir dans les affaires sans vraiment essayer (How to Succeed in Business Without Really Trying) de David Swift : J. Pierpont Finch
- 1967 : Petit guide pour mari volage (A Guide for the Married Man) de Gene Kelly : Edward L. 'Ed' Stander
- 1968 : Que faisiez-vous quand les lumières se sont éteintes ? (Where Were You When the Lights Went Out ?), de Hy Averback : Waldo Zirrer
- 1968 : That's Life (série télévisée) : Robert Dickson
- 1970 : La Force du destin (All My Children) (série télévisée) : Harry the Bookie (années 1980)
- 1970 : Du vent dans les voiles (The Boatniks) : Enseigne Thomas Garland
- 1976 : The First Easter Rabbit (TV) : Stuffy jeune (voix)
- 1978 : The Stingiest Man in Town (TV) : Scrooge jeune (voix)
- 1979 : Jack Frost (TV) : Jack Frost (voix)
- 1982 : The Good Book (série télévisée) : invité / narrateur / Saloon Indian / The Lion
- 1983 : The Monchhichis (série télévisée) : Moncho (voix)
- 1984 : Calendrier sanglant (en) (Calendar Girl Murders) (TV) : Nat Couray
- 1984 : Shérif, fais-moi peur (The Dukes of Hazzard) (série TV) (saison 6, épisode 18 : Comment réussir à Hazzard) : Dewey Hogg
- 1986 : Les Pitous (Pound Puppies) (série télévisée) : Howler (voix)
- 1987 : The Emperor's New Clothes : Le Tailleur
- 1987 : Hunk : Garrison Gaylord
- 1991 : ProStars (en) (série télévisée) (voix)
- 1992 : Tru (TV) : Truman Capote
- 1993 : Wild Palms (feuilleton TV) : Chap Starfall
- 1995 : Les Monstres (Here Come the Munsters) (TV) : Grandpa
- 1998 : Why I Live at the P.O.
- 2000 : City of Angels (série télévisée) : Edwin O'Malley
- 2007-2014 : Mad Men (série télévisée) : Bertram Cooper